# ARB
El combate cuerpo a cuerpo del ejército ( ARB ) es un arte marcial, que combina muchos elementos funcionales del arsenal de las artes marciales mundiales (técnicas de golpeo con manos, pies, cabeza, técnicas de lucha libre). Es un tipo lucha moderna y de rápido desarrollo que ha ganado popularidad en las peleas de contacto total.

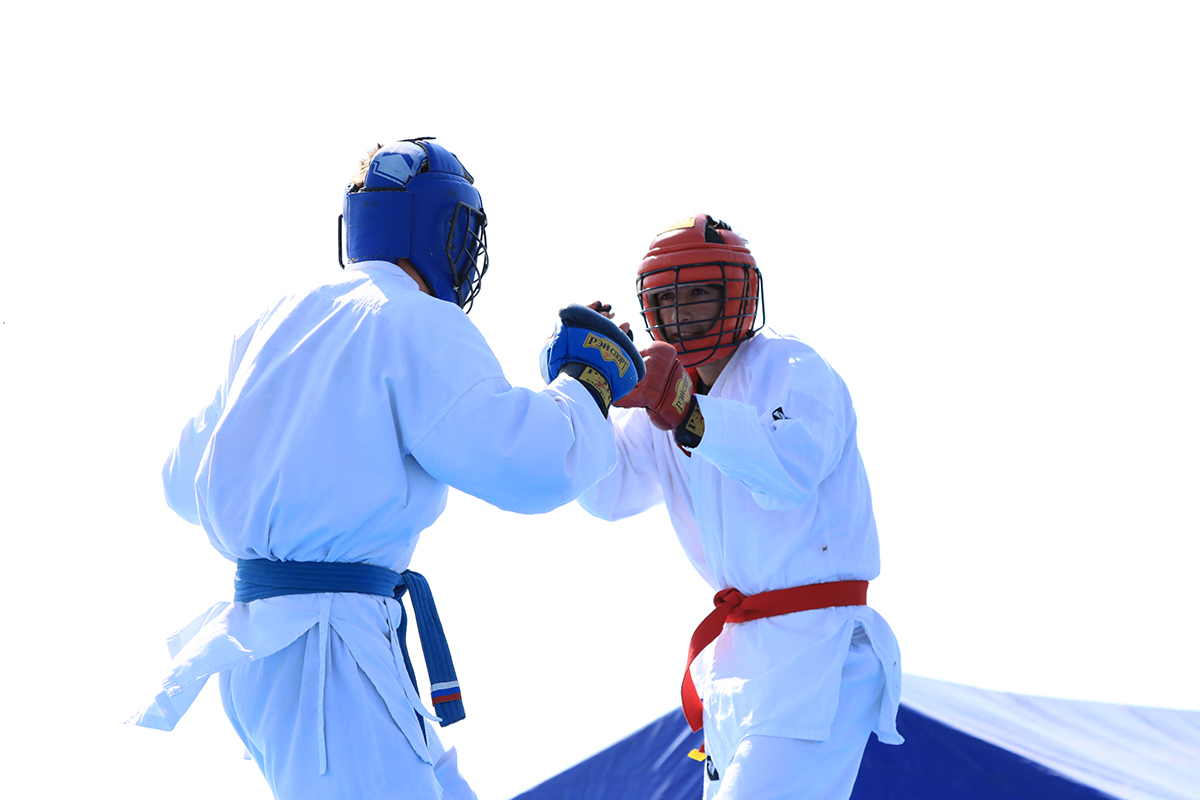
Concursos de ARB en el concurso internacional “Excelencia en inteligencia militar Rusa”. 3 de septiembre de 2020

Se considera que la fecha de nacimiento del ARB como tal es 1979, cuando en la ciudad de Kaunas (pueblo de Gaizhunai, 242º Centro de Entrenamiento Aerotransportado ), en la base deportiva del 7º División Aerotransportada de la Guardia Las Fuerzas Aerotransportadas  celebraron el primer campeonato de las Fuerzas Aerotransportadas. Desde entonces, se celebran anualmente los campeonatos de las Fuerzas Aerotransportadas en combate cuerpo a cuerpo del ejército. Creado por especialistas y entusiastas del entrenamiento físico y los deportes de las Fuerzas Aerotransportadas, las Fuerzas de Misiles Estratégicos y otros tipos y ramas del ejército ruso, el ARB se introdujo con éxito en el programa de entrenamiento y se convirtió en el componente principal de las formas de entrenamiento físico 
Al momento de su aparición, el entrenamiento ARB no fue más que un entrenamiento físico especial y táctico. Estaba prohibido cualquier uso de habilidades de combate cuerpo a cuerpo y técnicas individuales para fines no oficiales. Así, allá por los años 70, se enfatizaba especialmente que el personal militar tiene derecho a utilizar técnicas de combate cuerpo a cuerpo sólo durante operaciones especiales. En otras circunstancias, el uso de técnicas era ilegal y podía entrañar responsabilidad disciplinaria e incluso penal .
Hasta 1994, la ARB tenía el estatus de deporte de aplicación militar y se practicaba únicamente en unidades del ejército. Con el tiempo, una amplia gama de técnicas del arsenal de la ARB, sus capacidades aplicadas, personal docente y entrenadores altamente cualificados, un calendario apretado de competiciones con un alto nivel de habilidad de los participantes, despertaron un gran interés en el público general. Esto hizo posible pasar en poco tiempo a la creación en 1995 de la organización pública panrusa “ Federación de Combate Cuerpo a Cuerpo del Ejército de Rusia ” (FARB en ruso).Esta, registrada en el Ministerio de Justicia de la Federación de Rusia, recibió el derecho de desarrollar ARB, de forma independiente o a través de sucursales regionales, en las entidades constitutivas de la Federación de Rusia. Actualmente, es posible, de forma general, junto con otros tipos de artes marciales y estilos de artes marciales, utilizar técnicas militares de combate cuerpo a cuerpo para la autodefensa e incluso para entrenar a personas que no están en el servicio militar.
La versatilidad del entrenamiento de combate cuerpo a cuerpo, el espectáculo de las peleas, el equipo de protección confiable y el arbitraje claro hicieron que el nuevo deporte fuera popular entre el personal. Esto hizo posible la celebración del primer Campeonato de las Fuerzas Armadas en Leningrado en 1991, que determinó los caminos y direcciones para el desarrollo de la ARB. El Instituto Militar de Cultura Física Ruso se convirtió en la base educativa y metodológica para el desarrollo de la ARB. En el Departamento de Superación de Obstáculos y Combate Cuerpo a Cuerpo, los futuros especialistas en preparación física y deportes de las Fuerzas Armadas y organismos encargados de hacer cumplir la ley de la Federación de Rusia, los países de la CEI y el extranjero cercano y lejano recibieron capacitación en los conceptos básicos de la ARB. En el centro de ARB se forman instructores, los entrenadores y  jueces. El centro de investigación se dedica a la elaboración y publicación de manuales, libros de texto y material didáctico sobre el combate cuerpo a cuerpo.
Hoy en día, la ARB está representada en Rusía y se está desarrollando con éxito en más de la mitad de las entidades constitutivas de la Federación de Rusia, organismos encargados de hacer cumplir la ley, sociedades y departamentos deportivos. Más de 500 mil ciudadanos rusos participan activamente en ARB.

## Reglas para la realización de peleas y características de la ARB.
Una parte distintiva del ARB deportivo en comparación con otras artes marciales de contacto total es la capacidad de rematar a un oponente que yace en el tatami con ambas manos y pies  desde una posición de pie, así como un cabezazo en la cabeza.

### Reglas generales
Los combates de la ARB se celebran en un tatami cuadrado de un tamaño mínimo de 14×14 metros. El combate tiene lugar dentro de un cuadrado de 8×8 metros o 10×10 metros. La zona exterior del tatami tiene una anchura mínima de 3 metros para garantizar la seguridad de los deportistas. Cuando un competidor salga del tatami, el combate se detendrá con la orden «Alto» y los competidores volverán al centro del tatami a la orden del árbitro «Competidores al centro». En este caso, si la ejecución de un agarre (derribo) comenzó en el área del tatami (incluida la zona de seguridad), y su final se produjo fuera del cuadrado, dicho agarre se evaluará y el combate se detendrá de acuerdo con las reglas generales.
Categorías de edad y peso: Los luchadores se dividen en categorías de edad (para menores de 18 años, los grupos dependen del reglamento de la competición) y peso, empezando desde menos de 60 kg hasta más de 90 kg, con incrementos de 5 kg. En algunos casos, se pueden establecer solo dos categorías de peso: hasta 75 kg y más de 75 kg (esto suele aplicarse en torneos locales para adultos)
Diferenciación de luchadores: Los luchadores se identifican por cinturones rojos y azules, o en algunos casos, por kimonos negros o blancos. El luchador cuyo apellido aparece primero en la tabla lleva el cinturón rojo (o kimono negro).
Funciones del segundo: Cada luchador tiene un segundo que se encarga de su equipamiento durante el combate (ajustar el casco, proteger los guantes, atar el cinturón, etc.), ya que el luchador no puede resolver estos problemas en el tiempo asignado para arreglar el equipamiento. Durante el combate, el segundo permanece sentado detrás del área del luchador. Está prohibido que el segundo dé instrucciones o consejos al luchador durante el combate. Si esto ocurre, el luchador puede recibir una advertencia, y en caso de reincidencia, una penalización
Equipamiento: En las competiciones se requiere el siguiente equipamiento: kimono, calzado con protección para el talón y el empeine, protectores de espinillas, protección inguinal, chaleco protector, guantes, protección para las rodillas, antebrazos y codos, casco con rejilla metálica (las barras metálicas deben estar soldadas exclusivamente con soldadura de argón para evitar lesiones graves). Dentro del casco se colocan almohadillas de espuma para proteger el rostro de los bordes de la rejilla en caso de golpes fuertes. Todo el equipamiento protector (excepto los guantes y el casco) se usa debajo del kimono.
Duración del combate:
El combate consta de un solo asalto y dura:
- 2 minutos de tiempo neto para adolescentes, jóvenes y juveniles.
- 3 minutos de tiempo neto para hombres (y todas las finales).
- Para niñas, jóvenes y mujeres, la duración puede reducirse durante la reunión previa al torneo.

### Puntuación de acciones técnicas
La victoria se concede por:
1. Puntos (decisión de los jueces ).
2. Superioridad evidente (cuando el oponente deja de resistir o da la espalda durante un ataque).
3. Retirada del oponente (lesión no causada por una infracción, cansancio, etc.).
4. Ausencia del oponente en el combate.
5. Rendición del oponente tras una técnica de sumisión.
6. Nocaut.
7. Dos caídas (knockdowns) de un luchador en un mismo combate para evitar lesiones innecesarias.
8. Descalificación del oponente (tres advertencias, comportamiento antideportivo o golpes prohibidos que impidan continuar el combate).

#### Acciones prohibidas
Entre las técnicas prohibidas se incluyen:
- Golpes con los dedos en los ojos.
- Estrangulaciones y técnicas de sumisión en cuello, columna o muñeca.
- Saltos con los pies o golpes contundentes contra un oponente caído.
- Golpes en la ingle, cuello, articulaciones, parte trasera de la cabeza, columna o parte interna del muslo.
- Técnicas de sumisión en posición de pie.
- Agarrar el casco o su rejilla.

#### Criterios para la victoria
La victoria se concede por:
1. Puntos (decisión de los jueces ).
2. Superioridad evidente (cuando el oponente deja de resistir o da la espalda durante un ataque).
3. Retirada del oponente (lesión no causada por una infracción, cansancio, etc.).
4. Ausencia del oponente en el combate.
5. Rendición del oponente tras una técnica de sumisión.
6. Nocaut.
7. Dos caídas (knockdowns) de un luchador en un mismo combate para evitar lesiones innecesarias.
8. Descalificación del oponente (tres advertencias, comportamiento antideportivo o golpes prohibidos que impidan continuar el combate).

#### Puntuación de acciones técnicas
- 1 punto: patada a la pierna, puñetazo al cuerpo, caída (lanzamiento sin levantar ambas piernas de la colchoneta).
- 2 puntos: una patada al cuerpo, un puñetazo en la cabeza, un lanzamiento con ambas piernas levantadas de la colchoneta.
- 3 puntos: patada en la cabeza, derribo, lanzamiento de amplitud brusca.
- Victoria clara: nocaut, dos caídas, agarre doloroso, negativa, falta de comparecencia o descalificación del oponente.

### Inicio de la pelea
Los luchadores deben llegar al tatami en el plazo de un minuto desde el momento en que se anuncia su nombre. Antes del inicio del combate, los luchadores deben equiparse con antelación y dirigirse al borde del tatami para que el juez los inspeccione. El juez está obligado a inspeccionar el equipamiento del luchador, es decir, la presencia de casco, protector, calota, espinilleras y guantes. Después de la inspección por parte del juez, el luchador sale de la plaza y espera la orden de voz del juez "Combatientes al medio". Después de la correspondiente orden, el luchador se sitúa en el lugar designado en el centro del tatami y, guiado por las instrucciones del juez, saluda (en forma de reverencia) a los espectadores, al juez principal y al oponente. Después de lo cual el luchador se guía por las instrucciones del juez y las reglas de la EPIRB. Si a un luchador le falta al menos un elemento de equipamiento, no se le permitirá participar en la pelea. Al luchador no se le dan más de tres minutos para que el equipo cumpla con las normas; de lo contrario, el luchador recibe una derrota técnica.

### Comandos de árbitro de voz
- "¡Combatientes al medio!" - invitar a los combatientes a comenzar la pelea o a reanudarla después de la orden "Detener".
- "¡Para la batalla!" - comando sobre la preparación para iniciar (reanudar) la pelea.
- "¡Luchar!" - una orden (que podrá ir acompañada de un gesto apropiado) que permita el inicio (reanudación) del combate.
- "¡Detener!" - un equipo que detiene una pelea.
- "¡Detener! ¡Levantarse!" - una orden similar (que puede ir acompañada de palmaditas en las manos de los combatientes), siempre que los combatientes estén en la posición "tierra".
- "¡Detener! ¡Tiempo!" - un equipo que finaliza la pelea debido a la expiración del tiempo para la pelea.

## Rangos
El combate cuerpo a cuerpo del ejército está clasificado como un deporte de aplicación militar y, por lo tanto, por el momento, solo el personal militar mayor de 17 años puede recibir categorías deportivas y títulos deportivos en toda Rusia. Otras personas no reciben categorías deportivas en el ARB